# Гвоздики пагорбові
Гвоздики пагорбові, гвоздики горбові (Dianthus collinus) — вид квіткових рослин з родини гвоздикових.

## Біоморфологічна характеристика
Це багаторічна трав'яниста рослина 20–80 см заввишки. Стебла стебла більш-менш прямі. Листки 8–20 пар, лінійно-ланцетні, 5–8 мм ушир, цілокраї, 3–5-жилкові, на поверхні запушені 1–3-гніздовими волосками. Приквітні луски світло-жовті, з коротким бурив вістрям. Чашечки 16–20 мм завдовжки. Пластинки пелюсток пурпурові, з темними плямами, 10–20 мм завдовжки. Плід — коробочка з 4 зубчиками на верхівці. Цвітіння: липень — серпень.

## Проживання
Росте в Австрії, Словенії, Хорватії, Угорщині, Словаччині, Польщі, Україні, Румунії.
В Україні вид росте на сухих луках та трав'янистих схилах — на Закарпатті, Карпатах та Прикарпатті.